# Cicina (Trebinje)
Pour les articles homonymes, voir Cicina.
Cicina (en serbe cyrillique : Цицина) est un village de Bosnie-Herzégovine. Il est situé sur le territoire de la ville de Trebinje et dans la république serbe de Bosnie. Selon les premiers résultats du recensement bosnien de 2013, il ne compte plus aucun habitant.

## Géographie
Le village est entouré par les localités suivantes :
| Krnjevići | Kučići Krnjevići |           |
| Hum       | Cicina           | Petrovići |
|           | Hum              |           |

## Démographie

### Évolution historique de la population dans la localité
| 1948 | 1953 | 1961 | 1971 | 1981 | 1991 | 2013 |
| ---- | ---- | ---- | ---- | ---- | ---- | ---- |
| -    | -    | 56   | 45   | 43   | 29   | 0    |

|  |

### Répartition de la population par nationalités (1991)
En 1991, les 29 habitants du village étaient tous serbes.